# Armadillo Racing
Armadillo Racing (アルマジロレーシング?, Arumajiro Rēshingu) è un videogioco arcade sviluppato e pubblicato dalla Namco nel 1997, operativo tramite la scheda madre Namco System Super 22. Nel suo cabinato è presente una trackball invece del tradizionale joystick. La peculiarità di questo titolo in 3D nello stile cartonesco sta nel vestire i panni di un armadillo corridore.
Fece anche un'apparizione nel game show giapponese degli anni 90 di TV Asahi Time Bomber (超次元タイムボンバー?, Chō Jigen Taimu Bonbā, lett. "Super Dimension Time Bomber"), stavolta nella sua versione originale e non modificata, come la Namco stessa adoperò ai suoi quattro giochi scelti per tale trasmissione, ovvero Gynotai, Alpine Racer 2, Aqua Jet e Prop Cycle.

## Modalità di gioco
In Armadillo Racing, il giocatore da una prospettiva in terza persona è chiamato a controllare uno dei cinque armadilli colorati per gareggiarlo ad una gara di corsa contro altri armadilli avversari. In parole povere lo fa arrivare primo rotolando e ottenere il tempo migliore entro 60 secondi di tempo a propria disposizione.
Questa gara dall'ambientazione giunglesca è suddivisa nelle due disponibili opzioni di gioco: "Obstacle Course", ove si giunge al traguardo attraversando un lungo percorso disseminato di ostacoli (si riceve una stella per ogni ostacolo evitato con successo); "Sprint Course", ove semplicemente vengono compiuti due giri per un circuito collinoso, dove si trova anche una scorciatoia nascosta.
Durante la sfida la velocità di rotolamento dell'animale in questione è tenuta conto da una barra col cuore, visualizzata sul lato quasi in alto a sinistra dell'interfaccia, che se al limite corre il rischio di svenire. Dopo avere completato una delle due corse viene dato accesso ad un minigioco finale, che consiste nel guadagnare punti tirando al bowling per tre frame; i tiri stessi sono eseguiti con l'armadillo al posto della normale boccia.
Infine, al termine della partita ogni risultato raggiunto è incluso nelle loro Top 5 dei migliori giocatori.